# Чентомани (Изернија)
Чентомани је насеље у Италији у округу Изернија, региону Молизе.
Према процени из 2011. у насељу је живело 16 становника. Насеље се налази на надморској висини од 525 м.